# 2013年のテレビアニメ (日本)
2013年のテレビアニメでは、2013年に日本国内で放送されたテレビアニメについてまとめる。

## 主な動向

### 1月
- 1日 - 日本初の30分テレビアニメシリーズ[注 1]『鉄腕アトム』の放送開始から50周年。

### 2月
- 12日 - アニメ制作会社、竜の子プロダクションの株式のうち13.5%を芸能事務所大手のホリプロが取得[1]。（その後、竜の子プロダクションは同年3月に「タツノコプロ」に社名変更。現在は日本テレビの子会社）
- 15日 - テレビ朝日系列の長寿アニメ『ドラえもん』の劇場版最新作『ドラえもん のび太のひみつ道具博物館』公開（3月9日）を記念し、テレビシリーズの過去放送エピソードを同局運営動画サイト「テレ朝動画」で配信開始（税込・月額525円）[2]。

### 3月
- 5日 - 『ルパン三世』の銭形幸一警部役などで知られた声優の納谷悟朗が慢性呼吸不全のため死去（享年83）。
- 31日 - 読売テレビ・日本テレビ系列の日曜朝7時アニメ枠が、放送中の『宇宙兄弟』の枠移動（後述）に伴い廃枠、『ヤッターマン』以来4年の歴史に幕。

### 4月
- 4日
  - テレビ東京系『たまごっち! ゆめキラドリーム』『アイカツ!』両番組が木曜18時台へ移動、月曜19時台時代より順番が入れ替え（18:00『アイカツ!』18:30『たまごっち!』）。
  - 映画製作会社の東宝が『TOHO animation』名義でアニメ制作に本格参入、第1作目となる『銀河機攻隊マジェスティックプリンス』を放送開始。
- 6日
  - NHK総合土曜9:30枠にて、小田扉原作の漫画をアニメ化した『団地ともお』放送開始[3]。
  - 読売テレビ・日本テレビ系列のアニメ『宇宙兄弟』が土曜17:30枠へ移動[4]。
- 7日 - 毎日放送・TBS系列日5枠にて『宇宙戦艦ヤマト』を32年ぶりにアニメ化した新作『宇宙戦艦ヤマト2199』放送開始[5]。

### 5月
- 31日 - 藤子不二雄Ⓐ原作の人気漫画で、テレビ朝日系列で1981年から1987年まで放送された『忍者ハットリくん』の25年ぶりとなる新作エピソードがアニマックスにて放送開始予定[6]。

### 10月
- 6日 - フジテレビ系の長寿アニメ『サザエさん』がこの日放送分をもって全面的にセル画製作からデジタル製作に完全移行。
- 13日 - 日本テレビ系『それいけ!アンパンマン』の原作者である漫画家のやなせたかしが心不全のため死去（享年94）。

## NHKの主なテレビアニメ

### 総合テレビのアニメ
- 団地ともお（4月6日 - ）[3]

### Eテレのアニメ
- がんばれ! ルルロロ
- アニメ おしりかじり虫（4月 - ）※地上波初放送[7][8]
- リトル・チャロ4 英語で歩くニューヨーク（4月 - ）[7][8]
- ひつじのショーン第3シリーズ（5月 - ）[9]
- ファイ・ブレイン 神のパズル 第3シリーズ[10]
- ログ・ホライズン（10月 - ）[11]

### BSプレミアムのアニメ
- 大人女子のアニメタイム（3月10日 - 3月24日、全3回）[12]
- キングダム 第2シリーズ（6月 - ）[13]

### スペシャル番組
- 忍たま乱太郎放送開始20周年記念SP・忍術学園と謎の女 これは事件だよ〜!の段（NHK総合、3月20日）[14]
- 4月放送開始!アニメ「団地ともお」スペシャル〜よゐこがともおを大研究〜（NHK総合、3月31日）

## 日本テレビ系の主なアニメ
- GJ部（1月9日 - 3月27日）
- ちはやふる2（1月11日 - 6月28日）[15]
- 帰宅部活動記録（7月4日 - ）
- ガッチャマン クラウズ（7月12日 - 9月27日）[16]
- はじめの一歩 Rising（10月5日 - ）
- てさぐれ!部活もの（10月5日 - ）

## テレビ朝日系の主なアニメ

### ニチアサキッズタイム
- ABC8:30枠
  - ドキドキ!プリキュア（2月3日 - ）[17]
- メ〜テレ7:00枠
  - 最強銀河 究極ゼロ 〜バトルスピリッツ〜（9月22日 - ）

### スペシャル番組
- 3月15日 - ドラえもん・クレヨンしんちゃん 春だ!映画だ!3時間アニメ祭り
- 8月9日 - ドラえもん・クレヨンしんちゃん 夏休みアニメ祭り
- 8月25日 - スーパーヒーロー&ヒロイン夏休みスペシャル

## TBS系の主なテレビアニメ

### TBS木曜深夜アニメ枠
- 1月
  - ささみさん@がんばらない（1月10日 - ）
  - 僕は友達が少ないNEXT（1月10日 - ）
- 4月
  - やはり俺の青春ラブコメはまちがっている。
  - フォトカノ
- 7月
  - ステラ女学院高等科C3部
  - ローゼンメイデン（新アニメ）
- 10月
  - アウトブレイク・カンパニー 萌える侵略者
  - IS 〈インフィニット・ストラトス〉 2

### 日5（MBS）
- 4月
  - 宇宙戦艦ヤマト2199[5]
- 10月
  - マギ The kingdom of magic

### アニメイズム（MBS）
- 1月
  - ビビッドレッド・オペレーション
- 4月
  - 革命機ヴァルヴレイヴ（1stシーズン）[18]
  - DEVIL SURVIVER2 the ANIMATION
- 7月
  - ダンガンロンパ 希望の学園と絶望の高校生 The Animation
  - 恋愛ラボ
- 10月
  - Angel Beats!特別篇「Stairway to Heaven」（10月3日）
  - 革命機ヴァルヴレイヴ（2ndシーズン）
  - キルラキル

### アニメシャワー（MBS）
- 4月
  - 進撃の巨人[19]
- 10月
  - 黒子のバスケ（第2期）

## テレビ東京系の主なアニメ
- 1月
  - 幕末義人伝 浪漫（1月7日 - 3月25日）[20]
  - THE UNLIMITED 兵部京介（1月7日 - 3月25日）
  - LINE OFFLINE サラリーマン（1月7日 - 3月25日）
  - 戦勇。（1月8日 - 4月2日）
  - ビーストサーガ（1月13日 - 9月29日）
  - カードファイト!! ヴァンガード リンクジョーカー編（1月13日 - ）
  - ポケットモンスター ベストウイッシュ シーズン2 エピソードN（1月17日 - 4月18日）[21]
- 4月
  - DD北斗の拳（4月2日 - 6月25日）
  - LINE TOWN（4月3日 - ）[22]
  - ダンボール戦機WARS（4月3日 - ）[23]
  - ロボカーポリー（4月6日 - ）
  - プリティーリズム・レインボーライブ（4月6日 - ）[24]
  - 探検ドリランド -1000年の真宝-（4月6日 - ）[25]
  - 絶対防衛レヴィアタン（4月6日 - 7月6日）[26]
  - ハヤテのごとく!Cuties（4月7日 - 7月1日）[27]
  - ムシブギョー（4月8日 - 9月30日）[28]
  - アラタカンガタリ〜革神語〜（4月8日 - 7月1日）[29]
  - あいうら（4月9日 - 6月25日）
  - トレインヒーロー（4月2日 - 9月24日）[30]
  - マイリトルポニー〜トモダチは魔法〜（4月 - ）
  - 這いよれ! ニャル子さんW（4月 - 6月）[31]
- イナズマイレブンGO ギャラクシー（5月8日 - ）[32]
- 7月
  - 戦勇。第2期（7月2日 - 9月24日）[33]
  - 義風堂々!! 兼続と慶次
  - マジでオタクなイングリッシュ! りぼんちゃん the TV
  - 魔界王子 devils and realist
  - 神のみぞ知るセカイ 女神篇
  - 私がモテないのはどう考えてもお前らが悪い!
  - 君のいる町（7月13日 - 9月28日）[34]
  - 闇芝居（7月14日 - 9月29日）
- 10月
  - たまごっち! みらくるフレンズ
  - Super Seisyun Brothers -超青春姉弟s-
  - ミス・モノクローム
  - ガイストクラッシャー
  - ダイヤのA
  - ぎんぎつね
  - ガンダムビルドファイターズ
  - 弱虫ペダル
  - のんのんびより
  - ポケットモンスター XY

### スペシャル番組
- 1月3日 - お正月だよ! ポケモンで初笑いスペシャル!!
- 1月7日、14日 - たまごっち!×アイカツ! 2週連続お年玉プレゼント

## フジテレビ系の主なアニメ
- 鉄人28号ガオ!（4月6日 - 、8分）[35]

### ノイタミナ
- 銀の匙 Silver Spoon（7月 - 9月）[36]
- ガリレイドンナ（10月10日 - ）
- サムライフラメンコ（10月10日 - ）

### スペシャル番組
- 1月12日 - ONE PIECE FILM STRONG WORLD[注 2]
- 4月7日
  - ドリーム9 トリコ & ワンピース & ドラゴンボールZ 超コラボスペシャル!![37]
  - サザエさん放送2200回&45周年前祝いSP[38]

## 共同制作・独立局などの主なアニメ
- 1月
  - ヤマノススメ（TOKYO MX、サンテレビ、AT-Xほか）[39]
  - まんがーる!（TOKYO MXほか）
  - あいまいみー（AT-Xほか）[40]
  - みなみけ ただいま（TOKYO MXほか）[41]
  - ラブライブ!（TOKYO MX、読売テレビ、テレビ愛知、BS11ほか）[42]
  - キューティクル探偵因幡（TOKYO MX、サンテレビ、BS11、AT-X）
  - AMNESIA（TOKYO MX、AT-Xほか）
  - たまこまーけっと（TOKYO MX、サンテレビ、KBS京都、テレビ愛知、BS11、アニマックス）[43]
  - 生徒会の一存 Lv.2（テレ玉、TOKYO MX、サンテレビほか）
  - gdgd妖精s (ぐだぐだフェアリーーズ)（TOKYO MX、AT-Xほか）
  - 問題児たちが異世界から来るそうですよ?（TOKYO MX、tvk、AT-Xほか）
  - AKB0048 next stage（東名阪ネット6、北海道テレビ、とちぎテレビ、群馬テレビほか）
  - 俺の彼女と幼なじみが修羅場すぎる（TOKYO MXほか）
  - 八犬伝―東方八犬異聞―（毎日放送、TOKYO MX、テレビ愛知ほか）
  - がんばれ! おでんくん（朝日放送、メ〜テレほか）
  - 琴浦さん（中部日本放送ほか）
  - 石田とあさくら（TOKYO MX）
- 2月
  - 直球表題ロボットアニメ（TOKYO MX、とちぎテレビ）
- 4月
  - RDG レッドデータガール（TOKYO MX、キッズステーションほか）[44]
  - 惡の華（TOKYO MXほか）[45]
  - うたの☆プリンスさまっ♪マジLOVE2000%（TOKYO MX、テレビ愛知、毎日放送ほか）[46]
  - カーニヴァル（朝日放送、TOKYO MX、テレビ愛知、BS11、AT-X）
  - 波打際のむろみさん（TOKYO MX、毎日放送ほか）[47]
  - 翠星のガルガンティア（TOKYO MX、読売テレビほか）
  - ゆゆ式（TOKYO MX、tvkほか）
  - スパロウズホテル（AT-Xほか）
  - はたらく魔王さま！（TOKYO MX、KBS京都、BS日テレほか）
  - 銀河機攻隊 マジェスティックプリンス（TOKYO MX、サンテレビ、KBS京都ほか）
  - デート・ア・ライブ（TOKYO MXほか）
  - 俺の妹がこんなに可愛いわけがない（第2期）（TOKYO MXほか）
  - よんでますよ、アザゼルさん。Z（TOKYO MXほか）
  - 血液型くん!（TOKYO MXほか）
  - とある科学の超電磁砲S（TOKYO MX、毎日放送、BS11ほか）
  - 変態王子と笑わない猫。（TOKYO MXほか）
- 7月
  - 戦姫絶唱シンフォギアG（TOKYO MXほか）[48]
  - サーバント×サービス（朝日放送、TOKYO MX、とちぎテレビ、群馬テレビ、BS11ほか）[49]
  - 〈物語〉シリーズ セカンドシーズン（TOKYO MXほか）
  - リコーダーとランドセル ミ☆（KBS京都ほか）[50]
  - Free!（朝日放送、TOKYO MX、テレビ愛知、BS11他）[51]
  - たまゆら 〜もあぐれっしぶ〜（第2期）（AT-Xほか）
  - きんいろモザイク（AT-Xほか）
  - 幻影ヲ駆ケル太陽（TOKYO MXほか）
  - 神さまのいない日曜日（TOKYO MXほか）
  - げんしけん二代目（TOKYO MXほか）
  - Fate/kaleid liner プリズマ☆イリヤ（TOKYO MXほか）
  - ファンタジスタドール（MBS、TOKYO MXほか）
  - ハイスクールD×D NEW（AT-Xほか）
  - 有頂天家族（TOKYO MX、KBS京都ほか）
  - 八犬伝―東方八犬異聞―（第2期）
  - ブラッドラッド（tvk、TOKYO MXほか）
  - 犬とハサミは使いよう（TOKYO MX、BS日テレほか）
  - BROTHERS CONFLICT（TOKYO MXほか）
  - 超次元ゲイム ネプテューヌ（アニマックスほか）
  - ロウきゅーぶ!SS（TOKYO MXほか）
  - ふたりはミルキィホームズ（TOKYO MX、BS日テレほか）
  - 空の境界（TOKYO MX、BS11ほか）
- 10月
  - COPPELION
  - 境界の彼方
  - 京騒戯画
  - 凪のあすから
  - フリージング ヴァイヴレーション
  - ストライク・ザ・ブラッド
  - 勇者になれなかった俺はしぶしぶ就職を決意しました。
  - リトルバスターズ!〜Refrain〜
  - WHITE ALBUM2
  - 世界でいちばん強くなりたい!
  - てーきゅう 第3期
  - 夜桜四重奏 〜ハナノウタ〜
  - メガネブ!
  - ワルキューレロマンツェ
  - 機巧少女は傷つかない
  - 蒼き鋼のアルペジオ -アルス・ノヴァ-
  - 東京レイヴンズ
  - 俺の脳内選択肢が、学園ラブコメを全力で邪魔している
  - BLAZBLUE ALTER MEMORY
  - 殺し屋さん

## BS・CSの主なアニメ

### BS11のテレビアニメ
- ぼくは王さま[52]

### Twellvのテレビアニメ
- ガラスの仮面ですが（4月7日 - ）[53]

### アニマックスのテレビアニメ
- まおゆう魔王勇者[54]
- 忍者ハットリくん（5月31日 - ）※25年ぶりに新作放送[6]

### その他のテレビアニメ
- 閃乱カグラ（AT-Xほか）
- ゆうとくんがいく（ディズニーXD）
- 百花繚乱 サムライブライド（AT-Xほか）
- DIABOLIK LOVERS（AT-Xほか）

## 訃報
- 1月26日 - 亀山助清（声優、*1954年）
- 2月17日 - 池田東陽（アニメプロデューサー *1974年）[55]
- 2月18日 - 本多知恵子（声優、*1965年）[56]
- 2月26日 - 嶋村カオル（声優、*1969年）[57]
- 3月5日 - 納谷悟朗（声優、『ルパン三世』銭形幸一警部の声 *1929年）
- 3月10日 - 滝下毅（声優、*1975年）
- 4月4日 - ヤマグチノボル（ライトノベル作家、*1972年）
- 6月5日 - 石森達幸（声優、*1932年）
- 6月13日 - 内海賢二（声優、『北斗の拳』ラオウの声 *1937年）
- 6月29日 - 中村隆太郎（アニメ監督・演出家、*1955年）
- 7月5日 - 村田則男（声優、*1948年）
- 8月7日 - 小川博司（アニメーター、*1951年?）
- 9月9日 - 亀井三郎（声優、*1938年）
- 9月21日 - 石田太郎（声優・俳優、*1944年）
- 10月5日 - 桜塚やっくん（斎藤恭央）（声優・タレント、*1976年）
- 10月10日 - 檀臣幸（声優・俳優、*1963年）
- 10月13日 - やなせたかし（漫画家・『それいけ!アンパンマン』原作者、*1919年）